# 유전체학

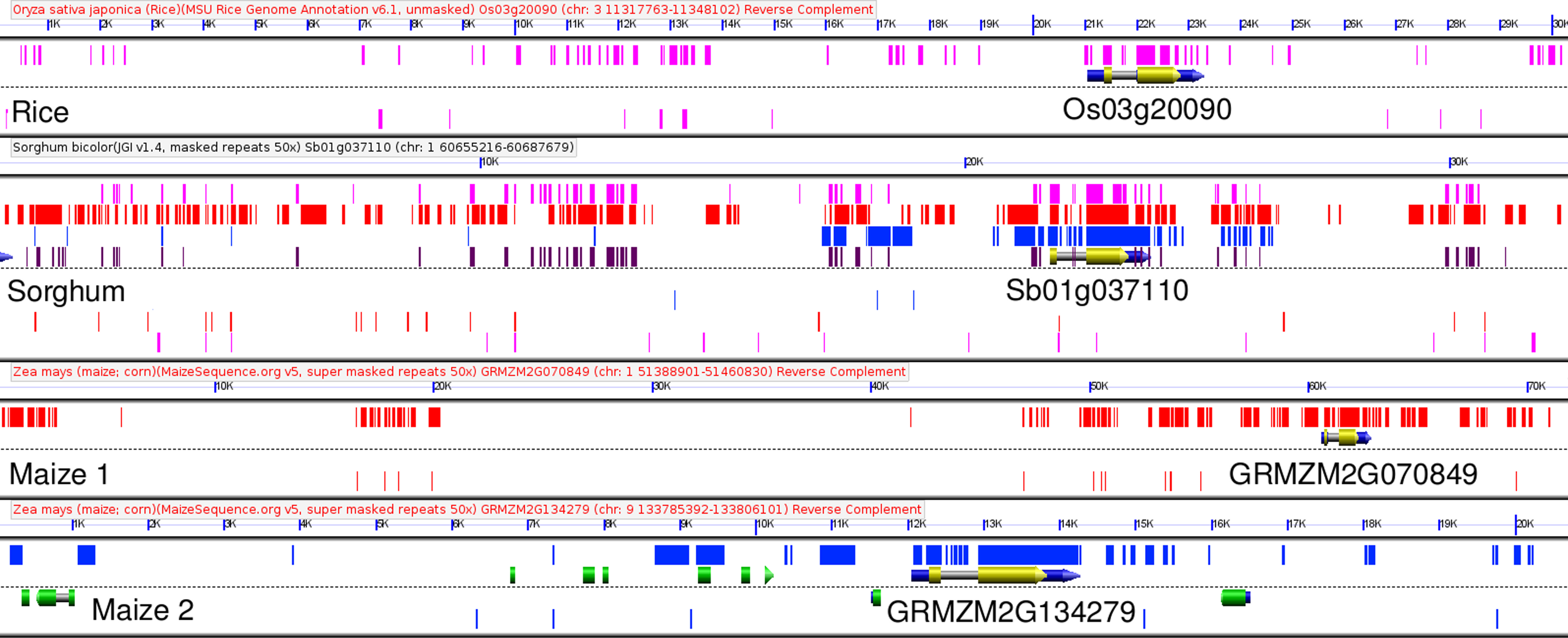

유전체학(遺傳體學, 영어: Genomics)은 유전자를 총체적으로 연구하는 생물학의 한 분야다. 단백체학, 전사체학, 상호작용체학 등과 같이 생명정보학의 한 분야이기도 하다.
유전체학은 크게 유전체를 정밀하게 해독을 하는 기술, 그것을 데이터화하고 처리하는 생명정보학 및 유전체를 다른 생물학적 데이터들인 전사체, 대사체, 단백체등과 유기적인 분석을 통해 유전자마커를 발굴하고, 새로운 생물학적 기작을 밝히는 부분으로 구분된다.

## 역사
최초의 유전체 연구는 영국 케임브리지의 MRC센터의 프레드 생어에 의해서였다. 생어는 DNA 염기서열해석법으로 노벨 화학상을 받았는데, 그의 최초의 유전체 서열 해석은 파이 x174라는 바이러스였다. 이 연구결과는 Journal of Molecular Biology에 실렸고, 많은 사람들이 유전체와 생정보학의 중요성을 깨닫는 계기를 제공했다. 곧이어 그는 미토콘드리아 유전체서열을 생산했다. 이러한 결과에 자극을 받은 미국연구자와 정치가들은 인간 유전체 프로젝트를 하게 되었다. 그 결과로 2003년에 인간 유전체 서열이 영국과 미국에 의해 공동 작업으로 발표되었다.

## 유전체 해독
생어박사는 2가지의 해독법을 개발했다. 하나는 음양 방법이고 하나는 사슬막기 방법이다. 사슬막기 방법은 효율적이고 빨라서 수십년간 1세대의 게놈해독기술로 활용되었고, 그것으로 인간게놈을 2001년 완료하게 된다. 다른 방법으로는 같이 노벨상을 수상한 월터 길버트 하바드대 교수의 막삼길버트 방법이다. 막삼길버트 방법은 복잡하고 효율이 떨어져서 널리 사용되지 못했다. 2000년대 초에 생어의 해독법을 능가하는 차세대 해독기 기술이 발달했고, 그것이 NGS라고 통칭된다. 현재의 NGS중 가장 발전된게 나노포어기술이다, 월터 길버드의 수제자인 조지 처치 하바드 교수가 발명한 것으로, 현재 영국의 옥스포드나노포어사가 라이센싱을 해서 상용화했다. 나노포어기술은 길다른 DNA 서열을 생산을 할 수 있는데, 미국의 PacBio사가 비슷한 기술로 긴서열을 생산하고, 이런 긴 서열 해독기를 3세대 해독기라고 보통 부르기도 한다. 미국의 일루미나사는 NGS의 기술에서 가장 많은 해독기를 팔았고, 2019년 기준으로는 약 150 염기까지 읽는 Hi-seq과 Nova-seq계열의 해독기가 짧은 서열 해독의 주류를 이루고 있다. 미국의 Complete Genomics사는 하바드 조지 처치교수등의 특허를 활용하여, 일루미나사의 해독기와 경쟁되는 기게를 만들었는데, 중국의 BGI사에 인수되어 2018년부터 MGI-seq이란 해독기를 생산하고 있고, 2018년 말에 T7 이란 대형해독기를 만들어서, 일루미나의 짧은 해독기기와 경쟁을 하고 있다.

## 같이 보기
- 게놈
- 유전학
- 개인유전체학
- 집단유전체학
- 발형체학
- 발현체학
- 변이체학
- 전사체학
- 외유전체학
- 미생물군체학